# アンドレア・ストラマッチョーニ
アンドレア・ストラマッチョーニ（Andrea Stramaccioni、 1976年1月9日 - ）はイタリア・ローマ出身の元サッカー選手、サッカー指導者。2022年までアル・ガラファ監督。

## 来歴
現役時代のポジションはディフェンダー。ロムレアの下部組織で育ち、1990年にボローニャのプリマベーラに移籍する。1994年、イタリア国内の若手が集うトーナメントトルネオ・チッタ・ディ・ヴィニョーラでは最優秀選手賞に輝き、将来を嘱望された。しかし同年にプロ契約を結ぶ直前、セリエCコッパ・イタリア、エンポリ戦に出場するも、試合中に相手選手と衝突。右膝半月板と靱帯に大ケガを負い、選手生命を絶たれた。
約6年間のブランクを経た2000年、USラティーナ・カルチョの下部組織で指導者としてのキャリアをスタートさせる。ASローマの下部組織では6年間在籍し、その間に3つの異なるカテゴリーを指導して2度の優勝に導いた。
これらの成功によってローマは育成部門の最上位、プリマベーラの監督への昇格を検討したが、クラブはアルベルト・デ・ロッシ（ローマMFダニエレ・デ・ロッシの父親）を続投させた。
2011年にインテル・プリマヴェーラの監督に就任。2012年3月25日、U-19世代のチャンピオンズリーグに相当するNextGen シリーズの決勝でアヤックス・アムステルダムを下して優勝。
その翌日の3月26日、成績不振により解任されたクラウディオ・ラニエリの後任として、トップチームの監督に電撃的に昇格した。
就任後の9試合で5勝2分け2敗とチームの建て直しに成功すると、翌年のUEFAヨーロッパリーグ出場権を獲得した。マッシモ・モラッティ会長がミラノダービーでの勝利を評価したこともあり、シーズン終了後に契約を更新し、2015年までの3年契約を結んだ。
2012-13シーズンは序盤はユヴェントスの無敗記録を49で止めるなど順調だったが、負傷者続出などもあり最終順位は9位という成績に終わった。シーズン終了後、解任が決定した。
2014-15シーズンからは、フランチェスコ・グイドリンが退任したウディネーゼ・カルチョの監督に就任することとなった。チームは16位と低迷し、シーズン終了後に解任された。
2015年11月8日、パナシナイコスFCと2年半の契約を交わし監督に就任。11月22日に行われたオリンピアコスとのギリシャ・ダービーで初めて指揮を執った。
2017年5月28日、ACスパルタ・プラハの監督に就任した。チェコ1部リーグで外国人が監督を務めるのはこれが4人目となった。2018年3月6日、成績不振によって解任された。

## 指導歴
- ラティーナ(下部組織) 2000-2002
- ロムレア(下部組織) 2002-2003
- クロトーネ(下部組織) 2003-2005
- ASローマ(下部組織) 2005-2011
- インテル(下部組織) 2011-2012
- インテル 2012.3-2013
- ウディネーゼ 2014-2015
- パナシナイコス 2015-2016
- スパルタ・プラハ 2017-2018
- エステグラルFC 2019
- アル・ガラファ 2021-

## 監督としての成績
| クラブ         | 就任日        | 退任日        | 記録 | 記録 | 記録 | 記録 | 記録   |
| クラブ         | 就任日        | 退任日        | 試合 | 勝   | 分   | 負   | 勝率 % |
| -------------- | ------------- | ------------- | ---- | ---- | ---- | ---- | ------ |
| インテル       | 2012年3月28日 | 2013年5月24日 | 65   | 31   | 11   | 23   | 047.69 |
| ウディネーゼ   | 2014年6月4日  | 2015年6月1日  | 42   | 12   | 13   | 17   | 028.57 |
| パナシナイコス | 2015年11月8日 | 2016年12月1日 | 52   | 22   | 14   | 16   | 042.31 |
| 計             | 計            | 計            | 168  | 69   | 39   | 60   | 041.07 |

## タイトル

### 指導者時代
インテルナツィオナーレ・ミラノ
- NextGen シリーズ：1回（2011-12）